# Cetățile Ponorului
Cetățile Ponorului este unul dintre cele mai mari complexe carstice din România, aflat în Munții Apuseni, zona Padiș.

## Istoric
Numit și Everestul speologiei române, complexul carstic de la Cetățile Ponorului a fost menționat pentru prima data în 1886 de către Nagy Sandor. În 1929 R. Jeannel și Emil Racoviță cercetează zona intrării. Primii 300 m ai galeriei active au fost explorați de echipa Institutului de speologie din Cluj în 1949. Din 1951 este cooptată și echipa de alpiniști ai AS Armata Brașov condusă de Emilian Cristea. În competiție intră și o echipă de speleologi francezi. În mai multe expediții este explorată galeria activă. În 1957 este atins sifonul final. În alte două intrări din 1972, echipa de alpinism de la A.S. Armata-Brașov, reușește escaladarea peretelui final de peste 100 m înalțime, fără ca să găsească o continuare. Speologii din Ștei sunt cei care au eliminat multe semne de întrebare de pe harta Cetăților. Explorările continuă.

## Localizare
Cetățile Ponorului sunt situate pe platoul carstic Padiș (Munții Bihorului) la capătul aval al Văii Cetăților, la 950 m altitudine. Se poate ajunge de la Padiș pe marcajul punct albastru (2 ore de mers) și șoseaua forestieră care se desface din șoseaua Pietroasa — Padiș. Peștera se afla la 46°33′50″N 22°42′11″E / 46.56389°N 22.70306°E
La Cetățile Ponorului se poate ajunge și din centrul stațiunii turistice Arieșeni, urmând drumul comunal până în satul Cobleș, iar de acolo marcajul cu triunghi roșu. Cei 10 kilometri până în satul Cobleș se pot parcurge cu autoturismul, iar apoi pe jos.

## Descriere
Platoul Padiș este un bazin închis, unde apa de suprafață aproape lipsește, fiind drenată în întregime pe sub pământ în valea Galbenei și în valea Boghii. Prin colorări au fost identificate 8 bazine care comunică doar subteran. Zona este bogată în formațiuni carstice, peșteri ca Lumea Pierdută, Ghețarul de la Barsa, Cetățile Radesei, Peștera Căput. Sunt cîteva chei: Cheile Galbenei, Cheile Someșului Cald, Groapa Ruginoasa, doline uvale, izbucuri și ponoare etc.
Peștera Cetățile Ponorului are o galerie principală de 2 km lungime, activă, de dimensiuni impresionante, în care un râu puternic, poate cel mai mare râu subteran din țară, curge formând cascade, repezișuri și vâltori. Intrarea în peșteră se face printr-un portal de 70 m înălțime și 30 m lățime, ce perforează peretele primei doline, gigantică și aceasta (300 m adâncime, 1000 m diametru). După câțiva zeci de metri de la intrare, se intersectează dolina a doua, de 70 m diametru și 150 m înălțime, cu pereți verticali. Tot aici sub portal iese dintr-o galerie un râu puternic. Este apa ce dispare în sifonul din Peștera de la Căput. Ea dispare apoi imediat în altă gură de galerie ce reprezintă începutul râului subteran al Cetăților. A treia dolină este cea mai mare și dă acces direct la galeria activă.
După ce se trece de zona luminată natural prin spărturile celor trei doline, în galeria peșterii mai apar două izbucuri puternice de apă. Este apa care s-a pierdut în Poiana Ponor. Apoi se pătrunde în zona dificilă unde bolovani și trunchiuri de copaci clădesc baricade peste care apa formează cascade si vâltori. Pentru înaintare se folosesc tehnici alpinistice și bărci de cauciuc. Prima sală, ușor alungită are în partea superioară o galerie fosilă de 300 m. Urmează Sala Taberei, o verticală și primul lac navigabil. Se trece o nouă baricadă, lacul al doilea și o galerie impresionantă de 70 m înălțime ce duce la lacul 3 și 4. Sifonul sau lacul 5 ce urmează se poate trece pe sus, printr-o galerie fosilă după care urmează lacul 6 lung de 85 m. Se trec următoarele trei lacuri pentru a ajunge într-o zonă în care apar speleoteme, Sala Florilor de Piatră, în care se găsesc interesante stalagmite arenacee. Porțiunea de după această sală apare inundată parțial de lacurile 10, 11 și 12. Galeria Venețiană, frumos concreționată, dă acces într-o sala cu un mare grohotiș, apoi galeria se inundă formând lacul 14, ce duce la sifonul terminal, încurcat de trunchiuri de pomi. Din acest punct, sfârșitul propriu-zis al galeriei, începand din 1972 alpiniștii au efectuat o mulțime de escalade în căutarea pasajului de trecere spre aval. S-a reușit urcarea a 120 m dar galeriile găsite până acum nu au încă legătură cu activul principal.

## Condiții de vizitare
Peștera Cetățile Ponorului poate fi vizitată, atât zona de suprafață, cât și galeria subterană până la Sala Taberei cu mijloace de iluminare și cizme de cauciuc. În continuare, galeria activă poate fi parcursă de echipe de speologi experimentați și necesită costume impermeabile, bărci de cauciuc, cizme, corzi, coborâtoare, blocatoare...

## Biologie
Fauna este relativ bogată, incomplet studiată. A fost identificat coleopterul Pholeuon (s. str.) knirschi cetatensis, crustaceul Bathynella lilieci:  Myotis Myotis, Myotis Daubentonii si Plecotus Austeriacus. 

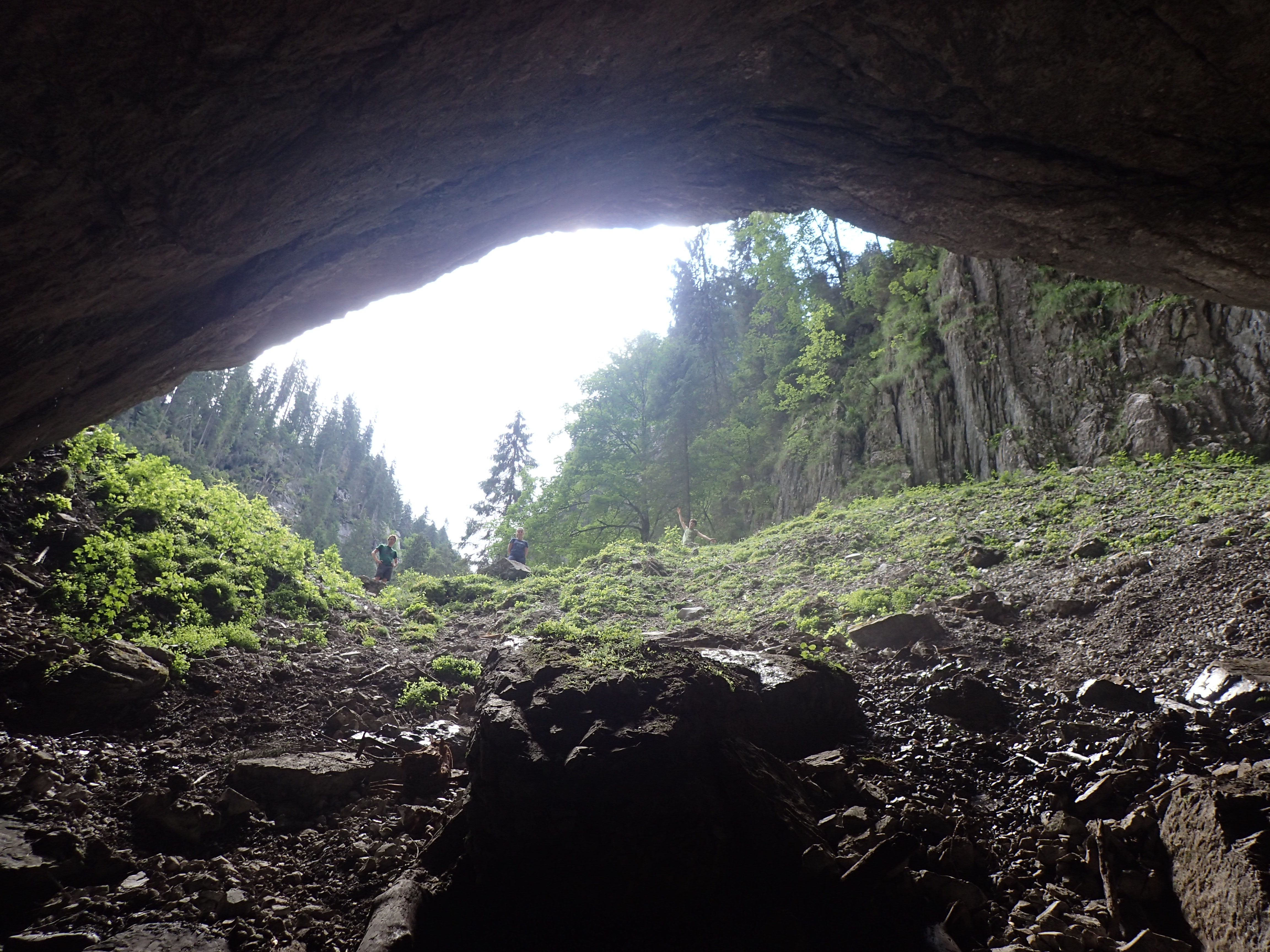
Intrare în Cetățile Ponorului (vedere din interior)
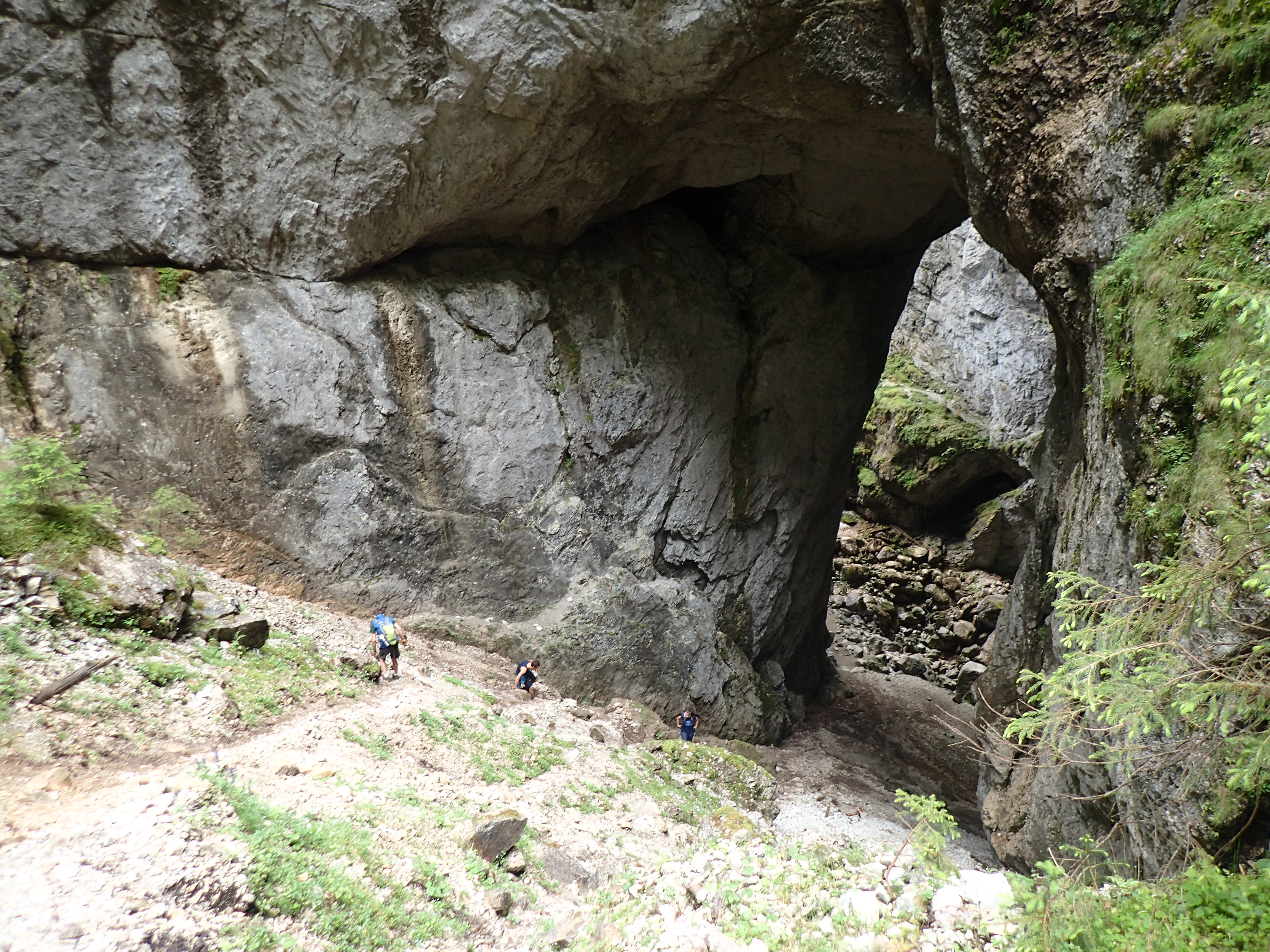
Vedere din ponor spre iesire
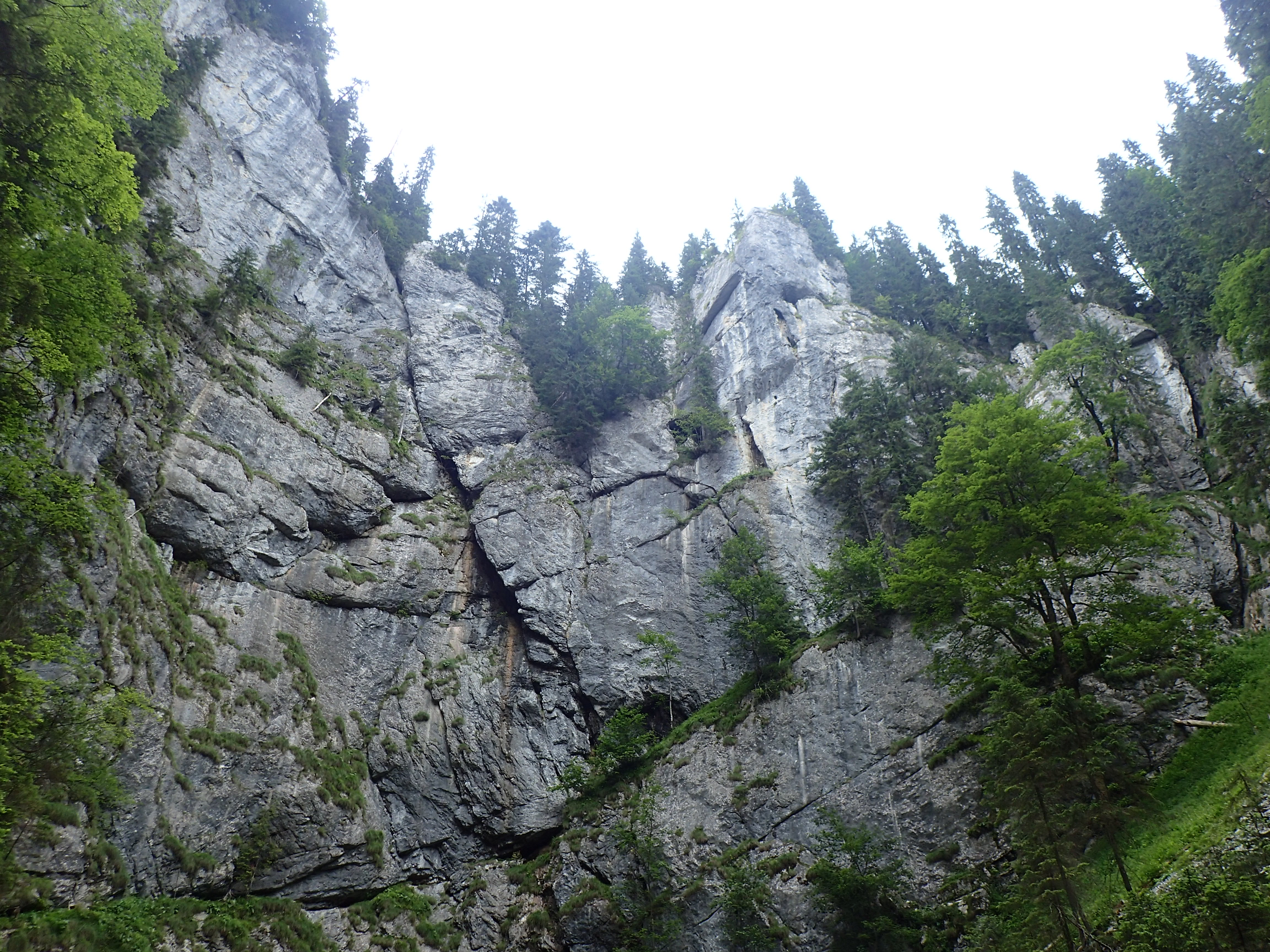
Versantii ponorului
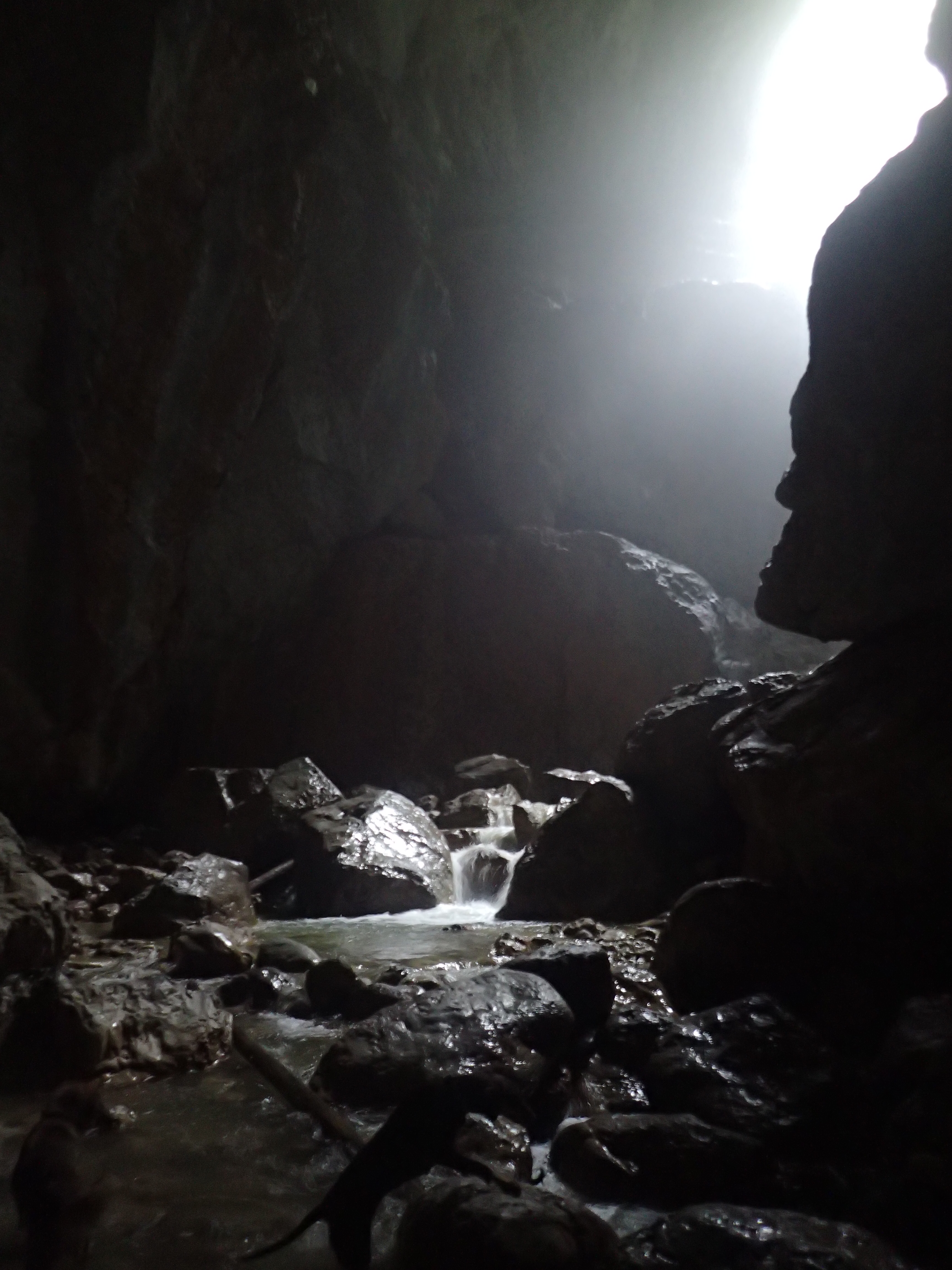
Râu subteran